# Dan Studney
Dan Studney (* 30. Januar 1941) ist ein ehemaliger US-amerikanischer Speerwerfer.
1963 siegte er bei den Panamerikanischen Spielen in São Paulo.
1962 wurde er US-Meister. Seine persönliche Bestleistung von 76,30 m stellte er am 30. März 1963 in Santa Barbara auf.